# Cem Karaca
Muhtar Cem Karaca mais conhecido pelo nome artístico Cem Karaca (5 de abril de 1945, Istambul - 8 de fevereiro de 2004, Istambul), foi um compositor, ator e músico turco. Ele é um dos fundadores do gênero Anatolian rock e foi um dos pioneiros na criação de um forte culto ao rock na Turquia. 

## Biografia
Ele foi o único filho de Mehmet Ibrahim Karaca, um ator de teatro de origem azerbaijana, e İrma Felekyan (Toto Karaca), uma atriz popular de ópera, teatro e cinema de origem armênia. Karaca completou o ensino médio na Robert High School. Seu primeiro encontro com a música foi quando a tia de sua mãe, o ensinou notas e melodias para piano. Durante seus anos de faculdade, ele desenvolveu um interesse pelo rock. Cantava as canções dos astros do rock da época para impressionar as namoradas e a pedido dos amigos. O talento vocal de Karaca foi descoberto por sua mãe, Toto Karaca.

### Carreira Musical
Seu primeiro grupo foi chamado Dynamites e era uma banda de rock clássica. Mais tarde, ele se juntou aos Jaguars, uma banda cover de Elvis Presley. Em 1967, ele começou a escrever suas próprias músicas, juntando-se à banda Apaşlar, seu primeiro grupo na língua turca. No mesmo ano, ele participou do "Microfone Dourado" (em turco: Altın Mikrofon), um concurso de música popular em que ganhou o segundo lugar com a sua canção Emrah. Em 1969, Karaca e o baixista Serhan Karabay deixaram Apaşlar e criaram o grupo Kardaşlar. Em 1972, Karaca se juntou ao grupo Moğollar ("The Mongols") e escreveu uma de suas canções mais conhecidas, Namus Belası. Seu pai ainda era contra Karaca fazer música. Ele até o vaiou nos shows, mas Karaca não desistiu, apesar de tudo isso.  
Na década de 1970, a Turquia estava lidando com a violência política entre partidários da esquerda e da direita, movimentos separatistas e a ascensão do islamismo. À medida que o país caía no caos, o governo suspeitava que Cem Karaca estivesse envolvido em organizações rebeldes. Ele foi acusado de traição por ser um pensador separatista e marxista-leninista. O governo turco tentou retratar Karaca como um homem que, sem saber, escrevia canções para iniciar uma revolução. Um político foi citado como tendo dito que: "Karaca está simplesmente chamando os cidadãos para uma guerra sangrenta contra o estado" No início de 1979, Karaka viajou para a Alemanha Ocidental, a negócios e passou a cantar em alemão em 1980. 
A Turquia continuou fora de controle com o toque de recolher militar e o golpe de estado turco de 1980 em 12 de setembro de 1980. O general Kenan Evren assumiu o governo e baniu temporariamente todos os partidos políticos do país. Após o golpe, muitos intelectuais, entre eles escritores, artistas e jornalistas, foram presos. Um mandado foi emitido para a prisão de Karaca pelo governo da Turquia.  
O governo da Turquia pediu o retorno Karaca várias vezes, mas Karaca, sem saber o que aconteceria com seu retorno, decidiu não voltar.  
Em 1985, Karaca se reuniu com o primeiro-ministro Turgut Özal por meio de seu amigo Mehmet Barı, expressou seu desejo de retornar ao país e conversou com Özal, que veio a Munique. Com a resposta positiva de Özal, os procedimentos legais foram iniciados. No final do ano, foi absolvido do processo que o levou a perder a cidadania. Em 1987, o mandado de prisão à revelia para ele foi anulado. Em 29 de junho de 1987, Cem Karaca retornou à Turquia. No mesmo ano, lançou o álbum Hello Young People and Always Young Remaining. Este álbum se tornou um dos álbuns mais vendidos daquele ano.  
Karaca escreveu a letra da música "Sev Dünyayı", preparada para a UNICEF em 1992 e interpretada por um coro de nomes famosos Em 22 de julho de 1992, sua mãe Toto Karaca faleceu.  
Em 1995, apresentou o "Cem Karaca Show", e foi para a Bósnia e Herzegovina com um grupo de artistas e apoiou os bósnios que estavam em uma situação difícil depois da guerra.  

### Carreira teatral e cinematográfica
Em 1961, deu seu primeiro passo no teatro atuando em Hamlet. General Matchmaker, interpretado por Münir Özkul em 1964, foi sua primeira grande obra teatral.  Karaca, que se afastou do teatro por um longo tempo e não se interessou por teatro a não ser compor a música para a peça Tasseled Old Man, atuou com sua mãe, Toto Karaca, na versão da peça Ab in den Orient-Express, que foi apresentada no Teatro Estatal da Renânia do Norte-Vestfália.  Ele também dirigiu Sheikh Bedrettin Epic, de Nâzım Hikmet.  

### Morte
Na manhã de 8 de fevereiro de 2004, sofreu um ataque cardíaco devido a insuficiência respiratória e cardíaca. Ele faleceu aos 58 anos no Hospital Bakırköy Acıbadem, de onde foi removido apesar de todas as intervenções. No comunicado feito pelo hospital, a causa da morte de Karaca foi declarada como parada cardíaca e respiratória. Ele foi enterrado no mesmo túmulo com seu pai no Cemitério de Karacaahmet. Muitos nomes da música turca compareceram ao funeral. 

## Vida pessoal
Cem Karaca teve muitos relacionamentos durante sua vida, tendo se casado quatro vezes.

#### Semra Özgür
Cem Karaca se casou pela primeira vez com Semra Özgür em 22 de dezembro de 1965. Özgür era uma artista de teatro assim como a mãe de Karaca. O casal se separou 2 anos depois. Em 5 de julho de 1993, Cem Karaca casou-se pela quarta vez com sua primeira esposa, Semra Özgür. 

#### Meriç Başaran
No final de 1968, Karaca começou a se relacionar com Meriç Başaran, que também era uma artista de teatro. Este casamento também durou 2 anos. 

#### Feride Balkan
Seu terceiro casamento foi com Feride Balkan, em 21 de agosto de 1972. Em 1976, nasce o único filho de Cem Karaca, Emrah Karaca. O casal se separou durante a vida compulsória de Cem Karaca na Alemanha. 

#### İlkim Erkan
Última esposa de Cem Karaca 

### Paternidade
Após a morte de Karaca, houve problemas entre Feride Balkan, a mãe do filho de Karaca, e sua última esposa, İlkim Erkan Karaca. İlkim Karaca afirmou que Karaca era infértil como resultado de um acidente em sua infância, então Emrah Karaca não era seu filho. Com a decisão judicial, o túmulo de Cem Karaca foi aberto e amostras de DNA foram coletadas. Como resultado do teste de DNA, foi determinado que Emrah era filho de Cem Karaca. Após este incidente, Balkan e Emrah Karaca ganharam o processo de difamação que moveram contra İlkim Karaca. İlkim Karaca mais tarde apareceu na mídia com a afirmação de que "Cem Karaca e Barış Manço eram irmãos". 

## Discografia
- Emrah/Karacaoğlan (1967) (com Apaşlar)
- Hudey / Vahşet / Bang Bang / Shakin' All Over (1967) (com Apaşlar)
- Emrah / Hücum / Karacaoğlan / Ayşen (1967) (com Apaşlar)
- Ümit Tarlaları/Anadolu Oyun Havası/Suya Giden Allı Gelin/Nasıl Da Geçtin (1967) (com Apaşlar)
- İstanbul'u Dinliyorum/Oy Bana Bana (1968) (com Apaşlar e Ferdy Klein Band)
- Oy Babo/Hikaye (1968) (com Apaşlar)
- İstanbul/Why (1968) (com Apaşlar e Ferdy Klein Band)
- Emrah 1970/Karanlık Yollar (1968) (com Apaşlar ye Ferdy Klein Band)
- Resimdeki Gözyaşları/Emrah (1968) (com Apaşlar e Ferdy Klein Band)
- Resimdeki Gözyaşları/Şans Çocuğu (1968) (com Apaşlar e Ferdy Klein Band)
- Tears/No, No, No (1968) (com Apaşlar e Ferdy Klein Band)
- Ayrılık Günümüz/Gılgamış (1969) (con Apaşlar e Ferdy Klein Band)
- Zeyno/Niksar (1969) (com Apaşlar e Ferdy Klein Band)
- Bu Son Olsun/Felek Beni (1969) (com Apaşlar e Ferdy Klein Band)
- Emmioğlu/O Leyli (1970) (com Ferdy Klein Band)
- Kendim Ettim kendim Buldum/Erenler (1970) (com Ferdy Klein Band)
- Adsız/Unut Beni (1970) (com Ferdy Klein Band)
- Muhtar/Baba (1970) (com Ferdy Klein Band)
- Dadaloğlu/Kalender (1970) (com Kardaşlar)
- Oy Gülüm Oy/Kara Sevda (1971) (com Kardaşlar)
- Tatlı Dillim/Demedim Mi (1971) (com Kardaşlar)
- Kara Yılan/Lümüne (1971) (com Kardaşlar)
- Acı Doktor (Kısım 1)/Acı Doktor (Kısım 2) (1971) (com Kardaşlar)
- Kara Üzüm/Mehmet'e Ağıt (1971) (com Kardaşlar)
- Askaros Deresi/Üryan Geldim (1972) (com Kardaşlar)
- Obur Dünya/El Çek Tabib (1973) (com Moğollar)
- Gel Gel/Üzüm Kaldı (1973) (com Moğollar)
- Namus Belası/Gurbet (1974) (com Moğollar)
- Beyaz Atlı/Yiğitler (1974) (com Dervişan)
- Tamirci Çırağı/Nerdesin? (1975) (com Dervişan)
- Mutlaka Yavrum/Kavga (1975) (com Dervişan)
- Beni Siz Delirttiniz/Niyazi (1975) (com Dervişan)
- Parka/İhtarname (1976) (com Dervişan)
- Mor Perşembe/Bir Mirasyediye Ağıt (1977) (com Dervişan)
- 1 Mayıs/Durduramayacaklar Halkın Coşkun Akan Selini (1977) (com Dervişan)

### LPs
- Apaşlar-Kardaşlar (1972)
- Cem Karaca'nın Apaşlar, Kardaşlar, Moğollar ve Ferdy Klein Orkestrasına Teşekkürleriyle (1974)
- Nem Kaldı (1975)
- Parka (1977)
- Yoksulluk Kader Olamaz (1977)
- Safinaz (1978)
- Hasret (1980)
- Bekle Beni (1982)
- Die Kanaken (1984)
- Merhaba Gençler ve Her Zaman Genç Kalanlar (1987)  (Foi vendido em cassetes e em CD)

## Filmografia
- 1970: Kralların Öfkesi
- 1999: Kahpe Bizans
- 2001: Avcı - Dizi
- 2001: Yeni Hayat